# Blyttiomyces verrucosus
Blyttiomyces verrucosus är en svampart som beskrevs av Dogma 1980. Blyttiomyces verrucosus ingår i släktet Blyttiomyces och familjen Chytridiaceae.   Inga underarter finns listade i Catalogue of Life.